# Blindmuizen
Blindmuizen (Spalacinae) vormen een kleine groep knaagdieren binnen de familie Spalacidae. De groep bestaat uit twaalf soorten, waarvan er enkele in Europa voorkomen. De dieren leven vooral onder de grond en hebben daarom geen goed gezichtsvermogen nodig om te overleven. Ze hebben veel weg van mollen en hebben een korte snuit. Met deze snuit graven ze door de aarde en werpen vervolgens met de achterpoten de losgemaakte aarde achteruit. Van ogen en staart is uitwendig niets te zien.

## Indeling
De onderfamilie omvat de volgende geslachten:
- Debruijnia (†)
- Heramys (†)
- Pliospalax (†)
- Nannospalax
- Spalax

In moderne indelingen onderscheidt men twee hedendaagse geslachten:  westelijke blindmuizen (Nannospalax) en oostelijke blindmuizen (Spalax). 